# H.E.R.
Gabriella Wilson, bättre känd professionellt som H.E.R. (uttalas "her", en backronym för Having Everything Revealed), född 27 juni 1997 i Vallejo, Kalifornien, är en amerikansk sångerska och låtskrivare.
På Oscarsgalan 2021 var hon med och vann en Oscar för bästa sång för sången "Fight for You" från filmen Judas and the Black Messiah.